# Encarsia fernandae
Encarsia fernandae is een vliesvleugelig insect uit de familie Aphelinidae. De wetenschappelijke naam is voor het eerst geldig gepubliceerd in 2017 door Sánchez-Flores & Myartseva.